# Gnyltån
Gnyltån este o arie protejată (arie specială de conservare — SAC, sit de importanță comunitară — SCI) din Suedia întinsă pe o suprafață de 11,7 ha, integral pe uscat.

## Localizare
Centrul sitului Gnyltån este situat la coordonatele 57°27′15″N 15°25′51″E / 57.4542°N 15.4309°E.

## Înființare
Situl Gnyltån a fost declarat sit de importanță comunitară în ianuarie 2002 pentru a proteja 1 specie de animale. Situl a fost protejat și ca arie specială de conservare în martie 2011.

## Biodiversitate
Situată în ecoregiunea boreală, aria protejată conține 1 habitat natural: Cursuri de apă de la nivel de câmpie la nivel montan, cu vegetație Ranunculion fluitantis și Callitricho-Batrachion.
La baza desemnării sitului se află o specie protejată de  nevertebrate: Margaritifera margaritifera.